# NGC 5745/3
NGC 5745/3 је галаксија у сазвежђу Вага која се налази на NGC листи објеката дубоког неба.
Деклинација објекта је - 13° 57' 54" а ректасцензија 14h 44m 57,1s. Привидна величина (магнитуда) објекта NGC 5745 износи 15,5 а фотографска магнитуда 16,5. NGC 57453 је још познат и под ознакама VV 98.